# Résistance chimique des microbilles de verre pour marquage routier
La résistance chimique des microbilles de verre pour marquage routier, microbilles de verre à la base de la visibilité nocturne, est une des propriétés de ces microbilles qui garantit une visibilité constante et homogène du marquage. La mesure de cette résistance aux substances chimiques est l’objet d’un essai normé au niveau européen.

## Principe
Après avoir subi les essais ci-dessous, les microbilles de verre ne doivent présenter aucune altération de surface après avoir été mises en contact avec les produits suivants : eau, acide chlorhydrique, chlorure de calcium et sulfure de sodium.
Ces produits peuvent en effet être au contact des microbilles lorsque le marquage est en place, c’est en particulier le cas lors des opérations de salage en viabilité hivernale.

## Descriptif
Voir.

Les contrôles d’altération se font avec un microscope de grossissement minimal de 10.
- Résistance à l’eau

Un mélange de microbilles plongées dans de l’eau est maintenu à l'ébullition pendant une heure.
- Résistance à l’acide chlorhydrique

Un échantillon de microbilles est maintenu dans une solution d’acide chlorhydrique, tamponnée à un pH de 5,0 à 5,3, pendant 90 heures. 
- Résistance au chlorure de calcium

Un échantillon de microbilles est maintenu dans une solution de chlorure de calcium pendant trois heures.
- Résistance au sulfure de sodium

Un échantillon de microbilles est maintenu dans une solution de sulfure de sodium et un agent mouillant pendant trois heures.